# Advanced Photo System

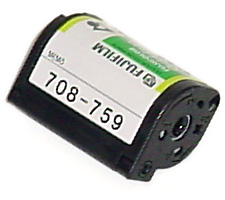
Un rullino Advanced Photo System (IX240)

L'Advanced Photo System chiamato anche APS, è un sistema di fotografia analogica basato su un formato di pellicola a tecnologia ibrida (immagine chimica + informazioni magnetiche) lanciato nel 1996 ed attualmente (2013) dismesso. Venne commercializzato dalla Eastman Kodak sotto il nome Advantix, dalla Fujifilm come Nexia, dalla AgfaPhoto GmbH come Futura e dalla Konica come Centuria.
Nell'intenzione dei produttori i vantaggi del sistema erano:
- Risparmio nella chimica dell'argento, grazie al formato minore
- Riduzione delle dimensioni e del peso delle fotocamere
- Completa automazione del servizio di sviluppo e stampa grazie ai dati registrati su ciascun fotogramma
- Flessibilità per l'utente, in merito alla possibilità di scelta del fattore di forma (aspect ratio) della singola immagine.

Il sistema non divenne popolare, anche per il costo delle fotocamere, superiore alle analoghe compatte per il 35 mm; furono lanciate anche (poche) SLR, generalmente ignorate dal mercato probabilmente a causa del piccolo formato del fotogramma, ritenuto "non professionale".

## Descrizione

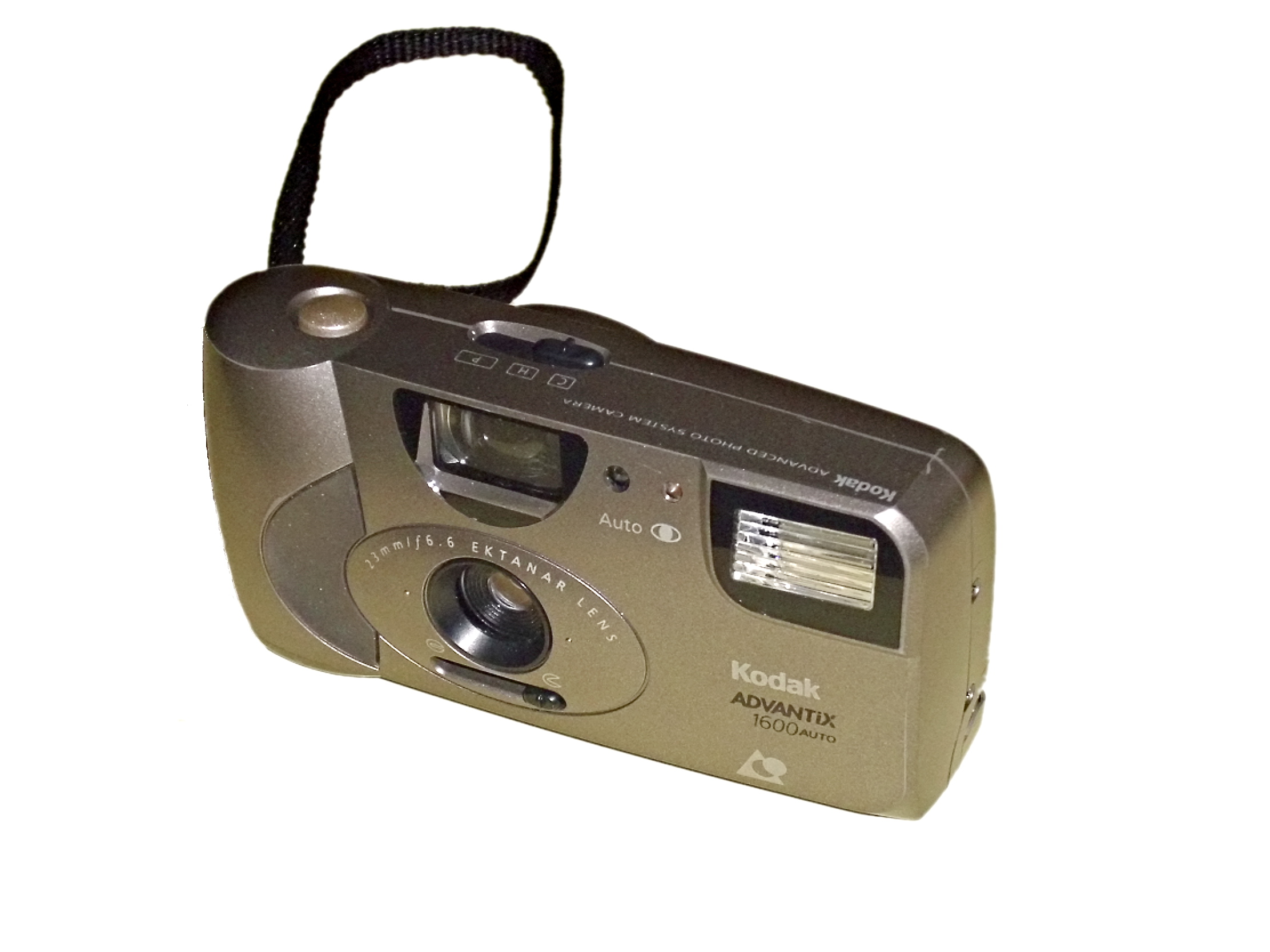
La Kodak Advantix 1600 auto. Si nota sulla parte superiore della macchina fotografica il selettore C-H-P.

La pellicola è larga 24 mm e può avere tre formati d'immagine:
- H per "Alta definizione" (30,2×16,5 mm; rapporto d'aspetto 16:9; 4×7" stampa)
- C per "Classico" (25,1×16,7 mm: rapporto d'aspetto 3:2; 4×6" stampa)
- P per "Panoramico" (30,2×9,5 mm; rapporto d'aspetto 3:1; 4×11" stampa)

I formati C e P sono "costruiti" attraverso operazioni di cropping. L'immagine completa viene impressa sulla pellicola, ed un'immagine impressa in un rapporto d'aspetto, può essere ristampata in un altro. Il formato C ha un rapporto (3:2) uguale al formato Leica su pellicola 35 mm. Molte fotocamere APS (con alcune eccezioni per le usa e getta) possono usare tutti e tre i formati (H,C,P); il formato selezionato è indicato sulla pellicola, con una serie di caselle impresse otticamente sul bordo inferiore dell'immagine o registrata sullo strato magnetico, a seconda della macchina.

## Pellicola e rullino

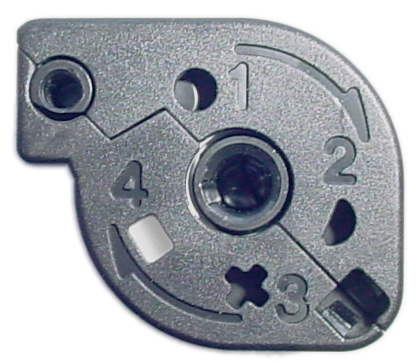
Indicatori visuali sul rullino APS

La pellicola è basata sul polietilene naftalato ed è avvolta su una singola bobina di plastica alloggiata in un caricatore alto 39 mm. La base del caricatore ha forma quasi ellittica, i suoi assi misurano rispettivamente 21 mm e 30 mm.
L'uscita della pellicola è protetta da una porta a prova di luce. Sono disponibili rullini da 40, 25 e 15 fotogrammi. La superficie della pellicola ha uno strato magnetico trasparente ed alcune fotocamere usano questo strato per registrare i dati di ogni esposizione.
La fotocamera carica la pellicola, la avanza e la riavvolge automaticamente. La pellicola parzialmente esposta può, in certe fotocamere, essere riavvolta e rimossa (senza perdere fotogrammi) per essere usata successivamente. I simboli presenti sul top del rullino (chiamati indicatori visuali), indicano gli stati:
1. Cerchio pieno: non esposto
2. Mezzo cerchio: parzialmente esposto
3. Croce: pienamente esposto ma non elaborato
4. Rettangolo: elaborato

## Scambio di informazioni
La principale caratteristica delle pellicole APS era la possibilità di registrare informazioni oltre all'immagine. Queste informazioni erano usate per stampare il rapporto d'aspetto, ma potevano anche essere usate per registrare data ed ora della foto ed i dati di posa come la velocità dell'otturatore e le impostazioni di apertura. Queste informazioni potevano essere impresse sul retro (o  più raramente sul fronte) della foto, o usate per migliorare la qualità di stampa.
Ci sono due metodi per memorizzare le informazioni sulla pellicola: "magnetic IX" ed "optical IX".
Optical IX, impiegata sulle fotocamere meno costose e quelle monouso, utilizzava una fonte di luce per imprimere un quadratino sulla pellicola, fuori dall'area negativa dell'immagine. Questo metodo era limitato a determinare il rapporto d'aspetto della stampa finita.
Magnetic IX, usata nelle fotocamere più costose, consentiva un maggior scambio di informazioni.
Alcune fotocamere avanzate con il magnetic IX permettevano all'utente di specificare una didascalia predeterminata da stampare sulla foto, oltre a memorizzare i dati di esposizione e a determinare il rapporto d'aspetto della stampa.

## Elaborazione

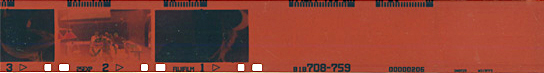
Una striscia di negativo IX240

Diversamente dalle pellicole 135, l'elaborazione delle pellicole APS viene memorizzata nel rullino originale. Per l'identificazione, ogni rullino APS ha dei codici ID memorizzati magneticamente in una etichetta visibile alla fine di ciascun negativo elaborato. Questi ID sono solitamente stampati nel retro di ogni singola copia e sono stati progettati sia a favore del fotoprocessore (che può facilmente accoppiare ciascuna banda magnetica della pellicola elaborata con il suo rullino, ed ognuno di questi ad un particolare ordine del cliente) che per il consumatore, che può facilmente individuare il corretto rullino qualora desideri una ristampa.
Per facilitare l'elaborazione automatica della pellicola un unico numero DX è assegnato ai differenti tipi di pellicole.
Le pellicole APS sono tipicamente elaborate usando una piccola macchina per trasferire la pellicola APS esposta dal rullino originale a quello di processo, per poi riattaccarla e riavvolgerla al rullino originale, usando un'altra macchina dopo l'elaborazione. Come nel caso del sistema Kodak Disc, al cliente la pellicola sviluppata viene restituita riavvolta nel suo caricatore originale.
Le pellicole APS sono risultate anche uno dei formati di pellicola più problematici da stampare. La pellicola si incastrava sovente nelle macchine di stampa e scansione, con evidente danno per la produttività del laboratorio.

## Fotocamere

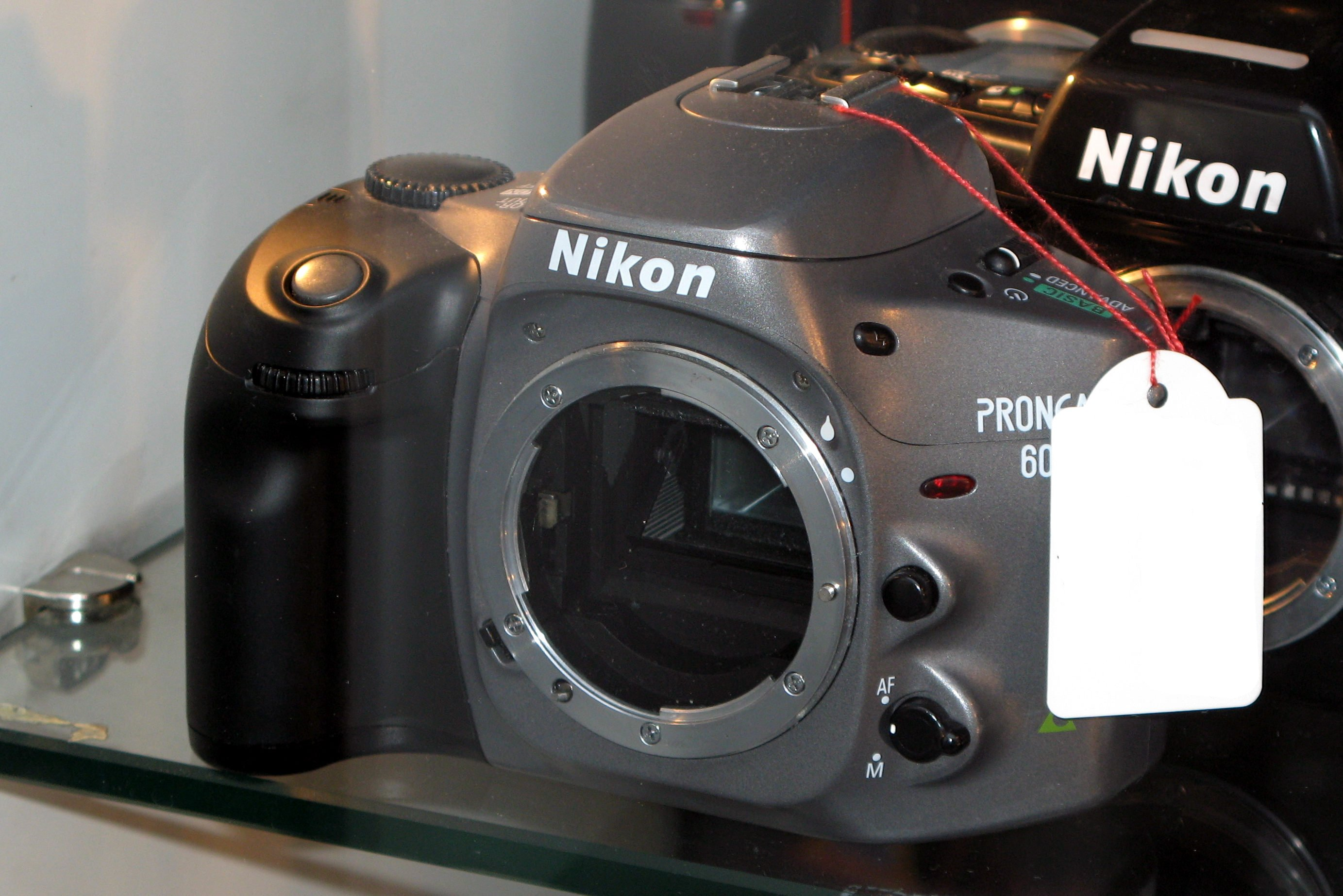
La Nikon Pronea 600i

Il formato è stato introdotto nel 1996 da Kodak, Fujifilm, Minolta, Nikon, Canon ed altri, principalmente destinato alle fotocamere mira e scatta amatoriali, nonostante siano stati prodotti anche alcuni sistemi SLR: Canon EOS IX, Minolta Vectis, Nikon Pronea.
Nel caso delle SLR alcune marche hanno conservato la preesistente baionetta per il 35 mm, consentendo di usare le vecchie ottiche sul nuovo formato (seppure con un effetto moltiplicatore della focale, a causa del fattore di crop); al contrario, un'ottica per l'APS, anche nel caso di baionetta identica, non può essere usata sul pieno formato a causa del minor cerchio di copertura (vignettatura). Ad esempio, la serie di ottiche Nikon IX non è compatibile con le SLR Nikon da 35 mm, mentre quelle per le SLR Nikon da 35 mm sono compatibili con la Nikon Pronea.
Comunque tutti i produttori hanno presentato serie di lenti apposite per il sistema APS, che grazie al cerchio di copertura  minore (dovendo coprire un fotogramma più piccolo), godevano di volume e peso inferiori. Questa esperienza di fabbricazione si è poi rivelata utile per lo sviluppo delle ottiche per il corrispondente formato dei sensori APS-C delle reflex digitali.
Le fotocamere SLR APS analogiche risultarono al loro apparire troppo costose per il mercato amatoriale, inoltre i fotografi professionali rimasero legati alle fotocamere SRL da 35 mm, che offrivano maggior scelta di pellicole, migliore qualità d'immagine e photoprocessing più accurato (stampa ed elaborazione manuale).
Al momento il termine APS-C  è comunemente usato in riferimento a varie marche di SLR digitali che montano sensori d'immagine di dimensioni e fattore di forma (3:2) equivalenti a quello della rispettiva pellicola.  Il termine APS-H è stato invece adottato da Canon per indicare un sensore maggiorato, di dimensioni intermedie tra il Full Frame e l'APS-C, (ma non con lo stesso fattore di forma del corrispondente APS-H a pellicola).

## Conclusioni

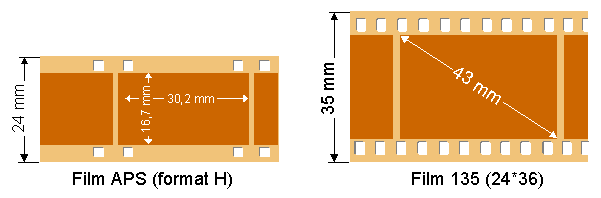
Le dimensioni della pellicola del formato APS (a sinistra) a confronto con quelle del più diffuso formato 135.

L'Advanced Photo System è stato un tentativo (tardivo) di aggiornamento della tecnologia fotografica per gli amatori, prima dello sviluppo a prezzi popolari della fotografia digitale. Nonostante le caratteristiche aggiuntive, l'APS non è mai stato considerato dai fotografi professionisti, principalmente perché la superficie del fotogramma è troppo piccola. La superficie delle pellicole APS è solo il 56 % della pellicola 135. Le diapositive a colori, molto popolari tra i fotografi professionisti, non lo sono mai diventate nel formato APS, infatti la loro produzione è stata interrotta abbastanza presto (nonostante la pellicola bianco-nero chromogenic IX240 continui ad essere prodotta). Le pellicole sono attualmente disponibili solo in una limitata gamma di velocità e formati.
Le fotocamere APS sono state prodotte principalmente come compatte completamente automatiche, per il mercato dei consumatori "punta e scatta". Ad ogni modo pochi anni dopo il 1996, data di lancio dell'APS, le compatte digitali con messa a fuoco automatica sono divenute disponibili a prezzi ragionevoli e le vendite delle fotocamere APS a pellicola colarono a picco.
Nel gennaio 2004 la Kodak annunciava che la produzione sarebbe cessata.
Nel 2009 sono state viste raramente fotocamere APS in vendita. L'ultima ditta che produceva ancora pellicole APS, la Fujifilm, ne ha cessato la produzione nel 2012.